# Plaça de Joaquim Folguera
La plaça de Joaquim Folguera és la intersecció urbana situada al revolt del carrer de Balmes a l'altura dels carrers de Vilarós, Rubinstein i Buscarons, al barri de Sant Gervasi - la Bonanova de Barcelona (Barcelonès).
La plaça ret homenatge a Joaquim Folguera i Poal (La Colònia Güell, 1893 - Barcelona, 1919), poeta i crític literari català, destacat durant el renaixement literari català per la seva dedicació exclusiva a la lírica.

## Història
L'indret on confluïen l'antic torrent de Castanyer i la riera de Sant Gervasi, així com al segle xix s'hi trobava l'escorxador i la Casa del Registre de la Mina, va sorgir un espai obert amb la urbanització del carrer de Balmes, aprovat l'11 de juny de 1908 i replantejat el 23 de desembre de 1913. Temps abans, els terrenys adjacents propietat de Francesc Buscarons i Joan Rifé foren urbanitzats, segons el projecte aprovat el 7 de març de 1878. El 10 de febrer de 1933 la plaça fou batejada per primera vegada amb el nom de Joaquim Folguera però, el 7 de juliol de 1942, fou reanomenada en homenatge al poeta, periodista i polític espanyol Gaspar Núñez de Arce, un cop finalitzà la urbanització total de l'espai. Un cop restaurada la democràcia després de la guerra civil espanyola, es va voler recuperar l'antiga denominació de Joaquim Folguera. La substitució del poeta espanyol per un de català fou aprovat el 12 de juny de 1980 dins del programa de normalització lingüística del nomenclàtor.
Des de 1953 s'hi ubica l'estació del Putxet de Ferrocarrils de la Generalitat de Catalunya (FGC), que pertany a la L7.
L'any 1968 fou inaugurat l'actual Mercat de Sant Gervasi, després que l'antic mercat de 1913, de l'època de les construccions de ferro, fos enderrocat. La construcció del mercat es va fer en el solar que ocupava la casa de la vila de l'antic municipi de Sant Gervasi de Cassoles.
Des de 2010 s'hi està duent a terme un pla d'urbanització, amb motiu de la construcció de la línia 9 del metro de Barcelona.